# Berthe-Evelyne Agbo
Berthe-Evelyne Agbo är en författare från Benin som har givit ut dikter på franska. Som barn levde hon i Saint-Louis i Senegal. Hon fick sin grundskoleutbildning i Touraine i Frankrike och bedrev studier vid universitetet i Dakar. Hon har därefter bott i Frankrike.

## Utgivna verk
- Emois de femmes (Poèmes, 1980–1982).